# Bohdan Samulski
Bohdan Petroniusz Samulski (ur. 6 września 1920 w Warszawie, zm. 24 stycznia 2010 w Huccorgne) – polski architekt, rysownik.

## Życiorys
Syn Ryszarda i Zofii z Raczyńskich. W 1938 ukończył I Państwowe Gimnazjum i Liceum im. Stefana Batorego w Warszawie. 
W czasie wojny walczył w kampanii wrześniowej w 81. Batalionie Piechoty, 20 września pod Tomaszowem Mazowieckim dostał się do niewoli. Więzień m.in. Stalagu VIII A w Goerlitz i VI B w Hoffnungstah. Po ucieczce dostał się do l. Dywizji Pancernej gen. Maczka, gdzie otrzymał przydział do 11. Kompanii Saperów, w którym objął dowództwo jednego z plutonów i awansował na podporucznika; w 1948 został zdemobilizowany.  
Po wojnie ukończył Wydział Architektury Królewskiej Akademii Sztuk Pięknych w Brukseli. Prowadził biuro projektowe w Brukseli i Kinszasie. Po przejściu na emeryturę zajął się malarstwem i grafiką, przygotował m.in. cykl plansz graficznych poświęconych 1. Dywizji Pancernej.

## Ordery i odznaczenia
- Virtuti Militari[1]
- Krzyż Walecznych[1]
- Krzyż Kampanii Wrześniowej 1939[1]
- Krzyż Czynu Bojowego Polskich Sił Zbrojnych na Zachodzie[1]
- 1939-45 Star[1]
- France-Germany Star[1]
- Victory Medal[1]